# إيفان فارلاموف
إيفان أليكسييفيتش فارلاموف (23 أكتوبر 1937 - 18 أغسطس 2020)، هو لاعب كرة قدم ومدير سوفيتي. ولد في خوتوروك كراسنودار كراي. 

## الألقاب
- فاز بكأس الاتحاد السوفيتي عام 1965.

## مهنة دولية
لعب فارلاموف مباراته الوحيدة مع الاتحاد السوفياتي في 4 نوفمبر 1964 في مباراة ودية ضد الجزائر.

## روابط خارجية
- الملف الشخصي (بالروسية)